# Xenofrea arcifera
Xenofrea arcifera là một loài bọ cánh cứng trong họ Cerambycidae.